# Kim Seidler
Kim Seidler (* 1. Januar 1983 in Kiel) ist eine deutsche Schauspielerin, Sängerin, Filmproduzentin und Drehbuchautorin. Daneben ist sie als Coach für Körpersprache und Stimme tätig.

## Leben und Karriere
Kim Seidler besuchte die Stage School und erlernte die Schauspielkunst an der Freien Schauspielschule Hamburg.
Ihr Theaterdebüt gab sie 1997 in dem Märchen Urmel aus dem Eis an der Niederdeutschen Bühne in Ahrensburg und ihr Filmdebüt 2006 in der Hauptrolle Mabasha in dem gleichnamigen Kurzfilm.
Neben der Schauspieltätigkeit sammelte sie als Technikerin und Abendregisseurin beim International Comedy Festival in Melbourne sowie als Regieassistentin an den Hamburger Kammerspielen und am Altonaer Theater Produktionserfahrungen.
Nach einigen Jahren Berufserfahrung im Schauspiel und Musical im Genre Comedy, Komödie, Drama und Musiktheater an diversen deutschen Bühnen, sowie im Theatermanagement, absolvierte sie ein Bachelor-Studium in Betriebswirtschaftslehre und Wirtschaftspsychologie an der Europäischen Fernhochschule Hamburg und arbeitete als Headhunterin von Führungskräften.

## Filmografie (Auswahl)
- 2014: Bratzenkinder (Webserie, Bratzenkinder Productions, Regie: Martin Czaja, Hauptrolle, Start im Web April 2015, Trailer online)
- 2014: Der andere Weg (Abschlussfilm der Medienakademie AG Hamburg, Regie: Annika Fleischer, Nebenrolle)
- 2014: Mieten, kaufen, wohnen (Doku-Serie), Gastauftritt
- 2014: Samenraub (Kurzfilm, Bratzenkinder Productions, in der Postproduktion, Regie: Martin Czaja, Hauptrolle)
- 2014: Beziehungsspagat (Kurzfilm, Regie: Marc Hinobayashi, Hauptrolle)
- 2013: Mein dunkles Geheimnis (Fiction-Reality-Serie, Regie: Michael Kaleve, Episodenhauptrolle)
- 2013: Doppelmoral (Kurzfilm, Regie: Marc Hinobayashi, Hauptrolle)
- 2011: Späte Mädchen (Kurzfilm, Regie: Sven Knüppel, Nebenrolle)
- 2010: Emotionsgeister (Kurzfilm, Regie: Thomas Forat, Nebenrolle)
- 2010: Nicht en vogue (Kurzfilm, Regie: Marc Hinobayashi, Hauptrolle)
- 2010: Hab ich das laut gesagt? (Kurzfilm, Regie: Yvonne Bouvier, Hauptrolle)
- 2009: Woran dein Herz hängt
- 2008: Wilmenrod (Fernsehfilm, Regie: Kaspar Heidelbach, Nebenrolle)
- 2007: Die kleinen Dinge des Lebens (Fernsehfilm, Regie: Donald Kraemer, Nebenrolle)
- 2007: Im Gehege (Fernsehfilm, Regie: Kai Wessel, Kleindarsteller)
- 2007: Elvis und der Kommissar (Fernsehserie, Kleindarsteller)
- 2006: Mabasha (Kurzfilm, Regie: u. a. Claudia Reichel, Hauptrolle)
- 2002: SQ-1 Dance (Musik-Clip)

## Theater (Auswahl)
- 2012: Loriots Dramatische Werke, Komödie Kassel, diverse Sketchhauptrollen, Regie: Karsten Engelhardt
- 2011: Abba Hallo 2, Komödie Kassel, Co-Hauptrolle, Regie: Knut Schakinnis & Christian Schliehe
- 2010: Loriots Dramatische Werke, Theater Worpswede, Diverse Sketchhauptrollen, Regie: Karsten Engelhardt
- 2010: Abba Hallo!, Theaterschiff Bremen, Co-Hauptrolle, Regie: Markus Beisel
- 2009: Piaf - der Spatz von Paris, Komödie Kassel, Co-Hauptrolle, Regie: Ursela Monn
- 2009: Männerbeschaffungsmaßnahmen, Hamburger Kammerspiele, Co-Hauptrolle (2. Besetzung), Regie: Dietmar Löffler
- 2008: Männerbeschaffungsmaßnahmen, Hamburger Kammerspiele, Co-Hauptrolle (2. Besetzung), Regie: Dietmar Löffler
- 2007: Othello darf nicht platzen, Komödie Kassel, Nebenrolle, Regie: Erik Voss & Karsten Engelhardt
- 2007: Sleeping Around, Polittbüro, Co-Hauptrolle, Regie: Adelheid Müther
- 2007: Heimweh nach St. Pauli, Engelsaal, Nebenrollen (Rollenswitch), Regie: Ulrich Schröder
- 2006: Zitronennette, Engelsaal, Co-Hauptrolle, Regie: Kristina Rindfleisch
- 2004: Gott & Company, Deutsches Schauspielhaus, Co-Hauptrolle, Regie: Marc Letzig
- 1998: Frau Holle, Niederdeutsche Bühne Ahrensburg, Co-Hauptrolle, Regie: N.N.
- 1997: Urmel aus dem Eis, Niederdeutsche Bühne Ahrensburg, Nebenrolle, Regie: Sandra Keck

## Hörbücher
- 2014: Erst Aschenputtel... dann Prinzessin, Autorin: Bärbel Kiy, Neptunikum Verlag